# Henry Crewe (7e baronnet)
Henry Crewe, 7e baronnet (1763-6 février 1819), né Henry Harpur, est un noble britannique.

## Biographie
Il est le fils unique d'Henry Harpur (6e baronnet), et Frances Greville, deuxième fille de Francis Greville. Il succède à son père en 1789. 
Lorsqu'il entre en possession de son héritage, il devient l'un des propriétaires fonciers les plus riches du Derbyshire avec un revenu de 10 000 £ par an . Son domicile principal est le siège familial traditionnel de Calke Abbey mais il prend également des maisons dans les comtés de la maison pour permettre des visites faciles à Londres. 
En 1792, Henry épouse sa maîtresse, une femme de chambre appelée Ann ou Nanny Hawkins. Le mariage est décrit comme un « lien malheureux » par sa mère, Frances, et aurait enfreint les conventions habituelles de la société de l'époque. 
Henry est décédé des suites d'un accident au cours duquel il est éjecté de sa voiture et atterrit sur la tête. Son fils George Harpur Crewe lui succède.